# Сепијана
Сепијана (итал. Seppiana) је насеље у Италији у округу Вербано-Кузио-Осола, региону Пијемонт.
Према процени из 2011. у насељу је живело 145 становника. Насеље се налази на надморској висини од 539 м.

## Становништво
Према резултатима пописа становништва 2011. у општини је живело 161 становника.
| 1931. | 1936. | 1951. | 1961. | 1971. | 1981. | 1991. | 2001. | 2011. |
| ----- | ----- | ----- | ----- | ----- | ----- | ----- | ----- | ----- |
| 296   | 310   | 340   | 347   | 309   | 269   | 222   | 182   | 161   |